# Zeitungsdruck

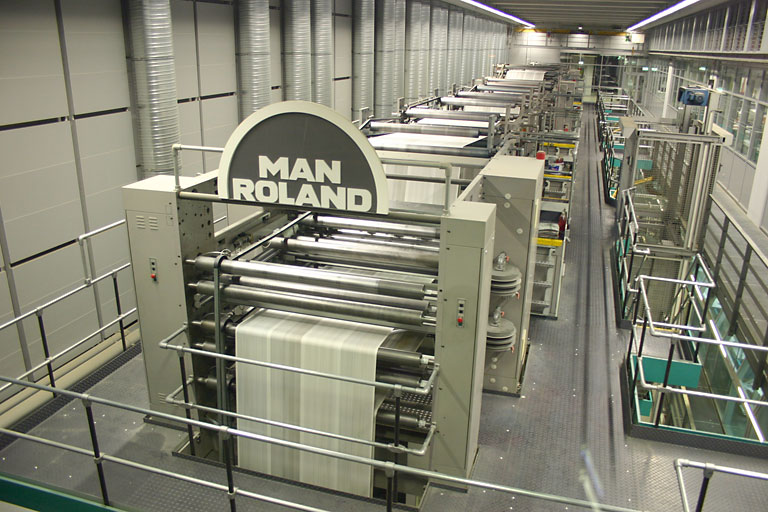
MAN-Roland-Zeitungsdruckmaschine

Mit Zeitungsdruck wird der Bereich der Drucktechnik bezeichnet, in dem unter den besonderen Bedingungen, wie Schnelligkeit, Flexibilität und niedrigen Kosten, Tageszeitungen produziert werden.

## Geschichte des Zeitungsdrucks

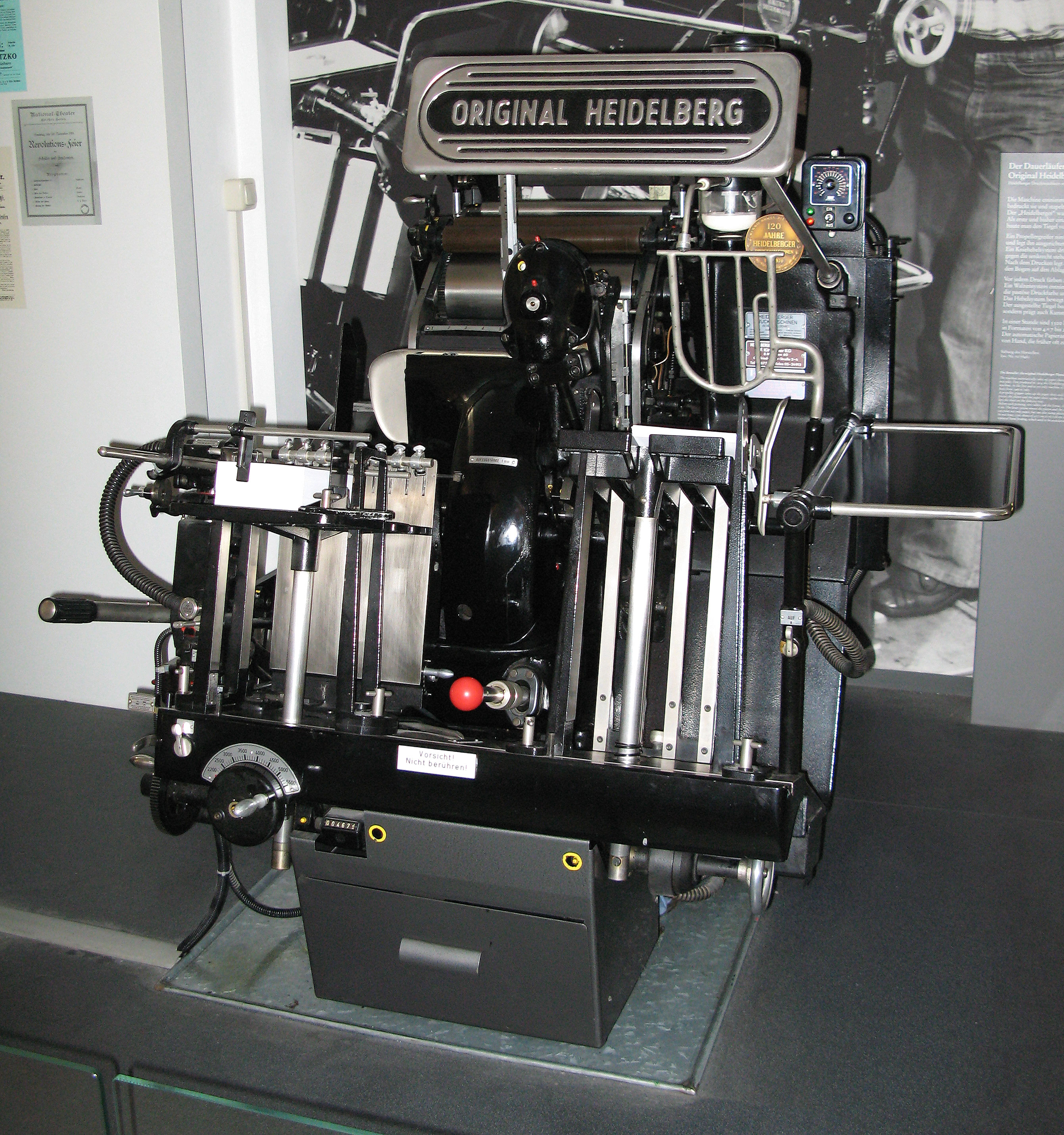
Der berühmt gewordene Heidelberg-Tiegel

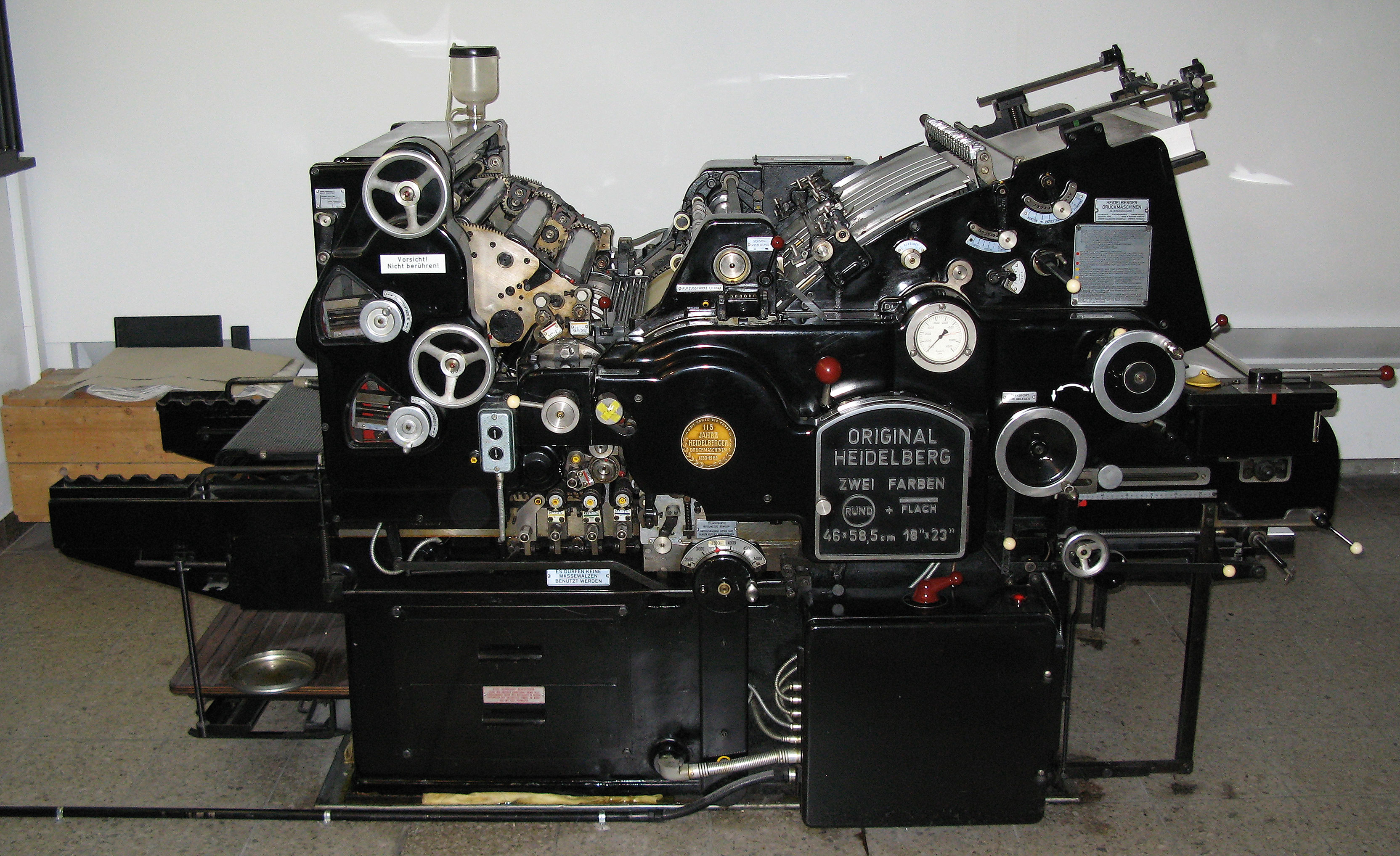
Heidelberg Zwei-Farb-Zylinder, 1965

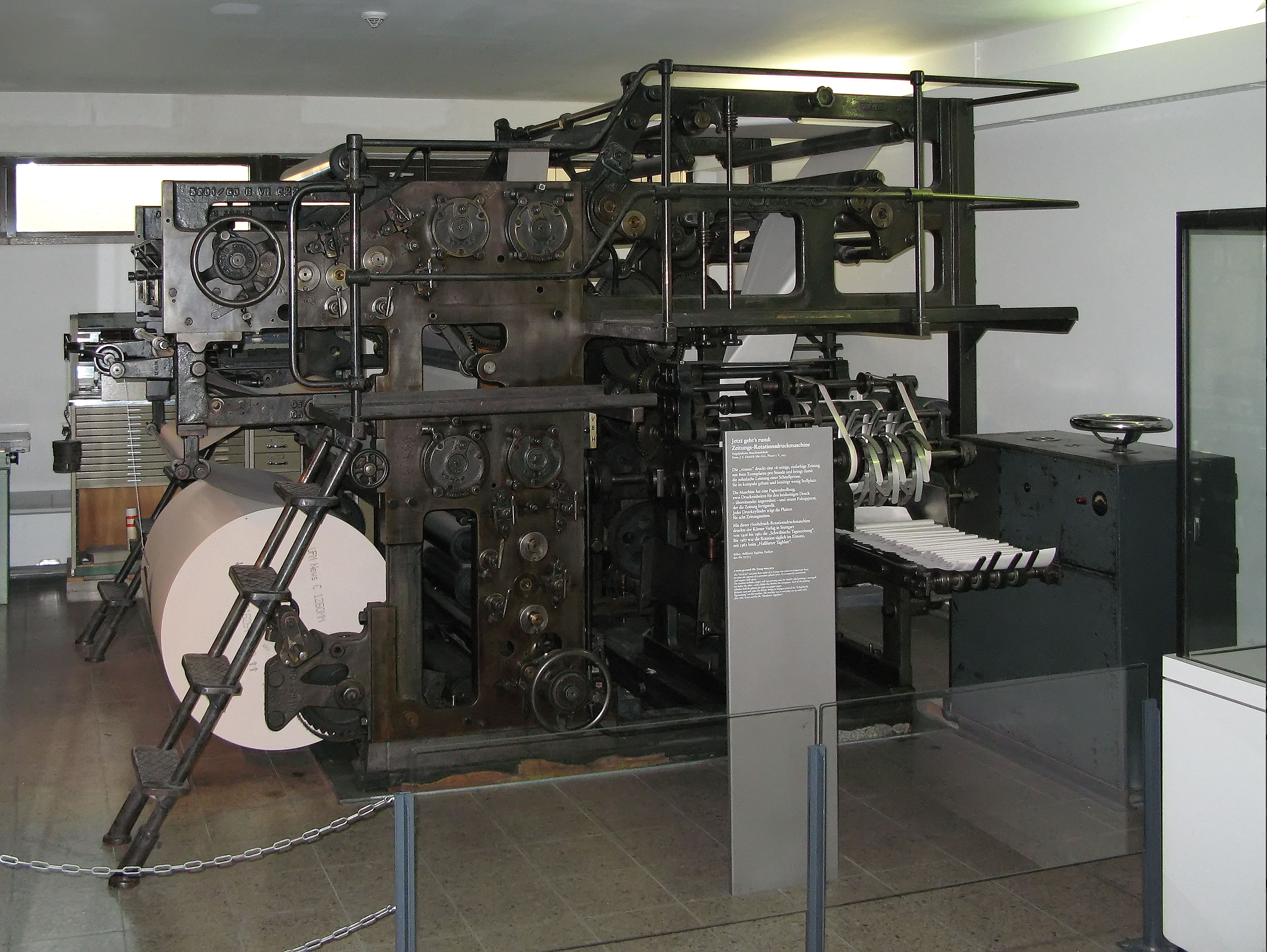
Rotationsdruckmaschine zum Zeitungsdruck

Nach der Erfindung des Drucks mit beweglichen Lettern durch Johannes Gutenberg in der Mitte des 15. Jahrhunderts erschienen neben der Buchproduktion bald auch zeitungsähnliche Drucke, die sogenannten Einblattdrucke. Es handelte sich dabei um illustrierte, einseitig bedruckte Blätter, die ereignisbezogen waren und nicht periodisch erschienen. Sie wurden auf einer Buchdruckpresse gedruckt, die Gutenberg aus Pressen für die Weinkelterei weiterentwickelt hatte. Er veränderte die Holzpresse derartig, dass mit ihr effektiv und produktiv gedruckt werden konnte. Eine Presse war in der Regel so groß, dass der mit ihr erreichbare Anpressdruck für den Druck einer Folioseite (21 × 33 cm) ausreichte. Eine Buchdruckpresse dieser Bauart wird Tiegeldruckpresse genannt; sie arbeitet nach dem Druckprinzip Fläche gegen Fläche und erfordert einen hohen Anpressdruck. Als erste (Wochen-)Zeitung gilt die deutsche Relation aus Straßburg, erstmals 1605 veröffentlicht.
Eine wichtige Weiterentwicklung war die Erfindung der Zylinderdruckmaschine durch den deutschen Buchdrucker Friedrich Koenig im Jahr 1812. Es begann ein neues Zeitalter in der Geschichte des Zeitungsdrucks, denn am 29. November 1814 wurde die Londoner Times als erste Tageszeitung der Welt mit einer derartigen Zylinderdruckmaschine sowie mit Dampfmaschinenkraft hergestellt. Zylinderpressen verwenden als Druckform oder Gegendruck einen Zylinder und benötigen aufgrund des streifenförmigen Drucks einen wesentlich geringeren Anpressdruck als Tiegeldruckpressen. Damit konnten größere Formate bei höherer Geschwindigkeit gedruckt werden.
Der nächste Meilenstein in der Entwicklung des Zeitungsdrucks war die Erfindung der ersten Rotationsdruckmaschine durch den Amerikaner Richard March Hoe im Jahr 1846. Rotationsdruckmaschinen funktionieren nach dem Druckprinzip rund auf rund, das bedeutet, dass sowohl die Druckform als auch der Gegendruck zylindrisch sind. Beide Zylinder sind in ständiger gegenläufiger Bewegung und nur durch den Bedruckstoff voneinander getrennt. Mit diesen Maschinen, die ständig weiter verbessert wurden, waren Auflagen von 20.000 Exemplaren pro Stunde möglich. 1870 entwickelte Hoe eine Rotationsdruckmaschine, die beide Seiten (Schön- und Widerdruck) in einem Durchgang bedruckte. Bis weit ins 20. Jahrhundert blieb der Hochdruck das beherrschende Verfahren im Zeitungsdruck.
In den 1970er Jahren verlagerte sich der Zeitungsdruck zunehmend zum Offsetdruck, in dem flexibler und kostengünstiger gearbeitet werden konnte. Der Offsetdruck basiert auf der von Alois Senefelder 1796 erfundenen Lithografie. Der englische Begriff Offset beschreibt die zweimalige Übertragung der Druckfarbe von der Druckplatte zunächst auf ein Gummituch und von dort aufs Papier. In modernen Produktionsanlagen für den Zeitungsdruck wird mit Rollenoffsetmaschinen gedruckt. Dabei läuft die Papierbahn von einer Rolle vertikal nach oben und durchläuft die verschiedenen Druckwerke, in denen die Bahn beidseitig vierfarbig in einem Durchgang bedruckt werden kann.

### Entwicklung der Druckform

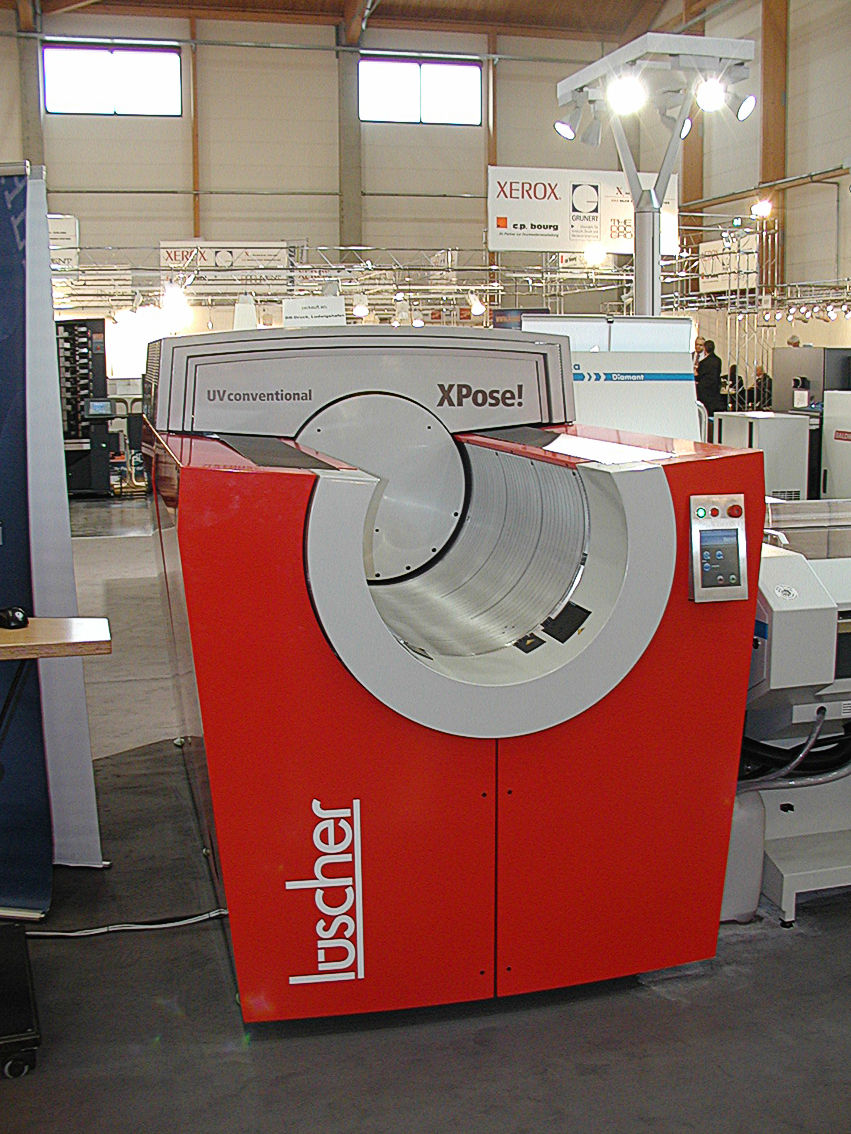
CTP-Belichter

Bei der Tiegel- und der Zylinderdruckpresse bestand die flache Druckform aus einzelnen Lettern bzw. Textzeilen sowie aus Klischees mit Bildern und Grafiken. Im Gegensatz dazu benötigte die Rotationsmaschine eine zylindrische Druckform. Das Problem wurde durch die Stereotypie gelöst, indem von den flachen Druckformen Abgüsse gefertigt und nach dem Zylinderdurchmesser gebogen wurden. Der Satz des Textes wurde in der Regel per Setzmaschine erstellt, und die zumeist einfarbigen Bilder fügte man in Form von gerasterten Klischees ein. Um 1960 kam das erste Fotosetzgerät auf dem Markt und bis 1967 war der Bleisatz nahezu abgelöst. Die Bilder wurden im Klischographen elektronisch abgetastet und graviert. Gleichzeitig erfolgte der Übergang zum Offsetdruck, der Druckvorlagen auf Film benötigte. Texte und zunehmend farbige Bilder wurden in Bogenmontagen zusammengestellt und auf Druckplatten kopiert. Das konventionelle Kopierverfahren wurde in den 1990er Jahren weitgehend von der elektronischen Computer to Plate-Technik (CTP) abgelöst. Hierbei wird die Druckplatte in einem Belichter direkt mit Computerdaten bebildert, ohne den Umweg über einen Film. Die neueste Entwicklung seit dem Jahr 2008 heißt Computer to Press oder Direct Imaging, bei der die Druckplatten direkt in der Druckmaschine bebildert werden.

## Heutige Situation
Der Zeitungsdruck erfolgt heute ausnahmslos im Rollenoffsetdruck. Aufgrund der geringen Qualität des Papiers und der hohen Geschwindigkeit, mit der die Papierbahnen durch die Druckmaschine laufen, werden ganz besondere Anforderungen an die Maschinen gestellt. Diese können sowohl für kleine Auflagen mit 10.000 Exemplaren als auch für Massenblätter mit Millionenauflage konzipiert sein. Deshalb bestehen Zeitungsdruckmaschinen aus modularen Druckeinheiten, die an Seitenzahl, Auflagenhöhe und Farbigkeit angepasst werden und eine hohe Flexibilität aufweisen.
Im Zeitungsdruck ist ein beständiger Trend zur Automation zu beobachten. Der Maschinenführer soll von Routinearbeiten entlastet werden und hat sich vom handwerklichen Drucker zum Druckmanager am Leitstand der Maschine entwickelt. In der Vergangenheit war die Plattenherstellung der Engpass im Produktionsablauf. Nach der flächendeckenden Einführung von CTP hat sich dieses Problem im Arbeitsfluss hin zum Plattenwechsel in der Maschine verlagert. Zeitungen mit 20 Lokalausgaben oder mehr sind keine Seltenheit und jede Ausgabe bedeutet kompletten oder teilweisen Plattenwechsel in bestimmten Druckwerken.
Die Hersteller der Druckmaschinen bieten für dieses Problem unterschiedliche Lösungen an. So wurde der halb- oder vollautomatische Plattenwechsel entwickelt. Vielversprechend erschien im Jahr 2005 das Bebildern der Druckplatten direkt in der Maschine, das sogenannte Computer-to-Press. Nach fachlichen Kontroversen hat sich die externe Bebilderung auf schnellen Photopolymer- oder Thermo-CTP-Anlagen durchgesetzt.

## Ifra-Prozess-Standard
| Cyan (C 15°) | Magenta (M 75°) | Gelb (Y 0°) | Schwarz (K 45°) |
| Cyan (C 15°) | Magenta (M 75°) | Gelb (Y 0°) | Schwarz (K 45°) |

Ende 2013 wurde von der ISO eine aktualisierte Fassung der DIN-ISO Norm 12647-3 veröffentlicht. Der Standard sorgt weltweit für eine gleichmäßige und hohe Qualität im Zeitungsdruck, die besonders für das Anzeigengeschäft wichtig ist. Die wichtigsten Merkmale der von IFRA bzw. WAN-IFRA entwickelten und als DIN ISO-Norm veröffentlichten Standards für Zeitungsdruck sind:
Der Tonwertumfang soll zwischen 3 % und 95 % liegen. Die vorgegebene Tonwertzunahme im Mittelton (40 % Flächendeckung) liegt bei 26,2 %. In den Lichtern und Tiefen ist die Zunahme geringer. Die Rasterweite soll bei mindestens 40 Linien/cm liegen, die Rasterwinklung beträgt bei Cyan (C) 15°, bei Magenta (M) 75°, bei Gelb (Y) 0° und bei  Schwarz (K) 45°, die Punktform ist der elliptische Kettenpunkt. Der maximale Farbauftrag ist auf 220 % bzw. 240 % begrenzt, da im Zeitungsdruck keine Druckfarbentrocknung verwendet wird. Die Farbreihenfolge in der Druckmaschine lautet entweder CMYK oder KCMY, also Schwarz, Cyan, Magenta und Gelb. Angelieferte Bildreproduktionen  müssen im CMYK-Modus konvertiert sein. Negative Schriften in Farbflächen sollen nicht kleiner als 7 Punkt sein, da durch den Tonwertzuwachs und die zulässigen Passertoleranzen von 0,20 mm der Text unleserlich werden kann. Aus dem gleichen Grund soll der in der Regel mehrfarbig aufgelöste schwarze Text auf 100 % Schwarz korrigiert werden, damit die Schrift bei Passerdifferenzen leserlich bleibt.
Passend zum ISO-Standard 12647-3 von 2013 stellt WAN-IFRA seit 2015 zwei ICC-Profile für die korrekte Verarbeitung von Schwarzweiß- bzw. Farbbildern zur Verfügung.